# Sachiko Ito
Sachiko Ito (伊藤 幸子, Itō Sachiko, 11 octobre 1975 -) est une joueuse de softball japonaise. Durant les Jeux olympiques d'été de 2008, elle remporta la médaille d'or devançant les États-Unis et l'Australie.